# چندقلوزایی

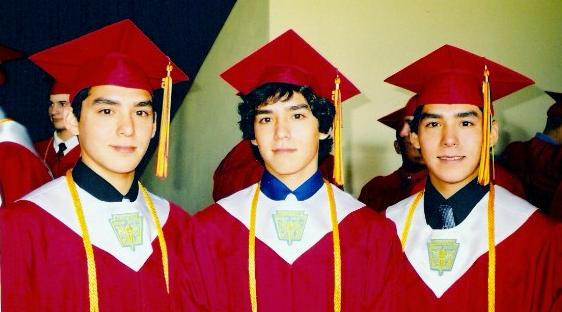

چندقلوزایی بارداری است که منجر به تولد دو یا چند فرزند شود. سه یا چهار قلوها معمولاً غیر همسان هستند و در نتیجه استفاده از داروهای تحریک تخمک گذاری ایجاد می‌شوند. با این حال چندقلوزایی ممکن است شامل چندقلوهای همسان، ناهمسان یا ترکیبی از هر دو باشد.

## چندقلویی همسان و ناهمسان
اگر طی عمل لقاح، دو تخمک از بدن زن با دو اسپرم از بدن مرد ترکیب شود، دوقلوهای ناهمسان به وجود می‌آیند اما زمانی‌که یک تخمک بارورشده، پس از لقاح به دو قسمت تقسیم شود، دوقلوی همسان به وجود می‌آید.

## خطرات چندقلوزایی
این نوع بارداری با خطرات زیادی همراه است که از آن جمله می‌توان به تولد نوزاد زودرس، مسمومیت بارداری، دیابت بارداری، مشکلات جفت و مشکلات وابسته به رشد جنین اشاره کرد.